# Sommar (film)
Sommar (finska: Kesä) är en finländsk dramafilm från 1915, regisserad av Kaarle Halme och producerad av Lyyra Filmi. Filmen bygger på Eino Leinos verk Vanteenheittäjät, publicerad 1912. Alla kopior av filmen har idag gått förlorade.
Aarne Holm (Konrad Tallroth) är en ung man från Helsingfors och har för avsikt att tillbringa sommaren på en prästgård ute på landet, men också för att uppvakta prästdottern Sylvi (Mandi Terho). Sylvi uppskattar Aarnes uppvaktning, men den unge mannen återvänder snart till Helsingfors efter att mottagit brev från sin gamla kärlek, Dagmar (Hilma Rantanen). Problemet för honom är att både Bernard (Theodor Weissman) och Arvi Ahti (John Precht) också är ute efter Dagmar, som ohämmat leker med de tre männens känslor...

## Medverkande (urval)[2]
- Konrad Tallroth - Aarne Holm
- Mandi Terho - Sylvi
- Oskar Krabbe - Sylvis far
- Sigrid Precht - Sylvis mor
- Hilma Rantanen - Dagmar
- Theodor Weissman - Bernard
- John Precht - Arvi Ahti
- Mia Backman - tant Bernhard